# Kościół Notre-Dame de Bon Secours w Nancy

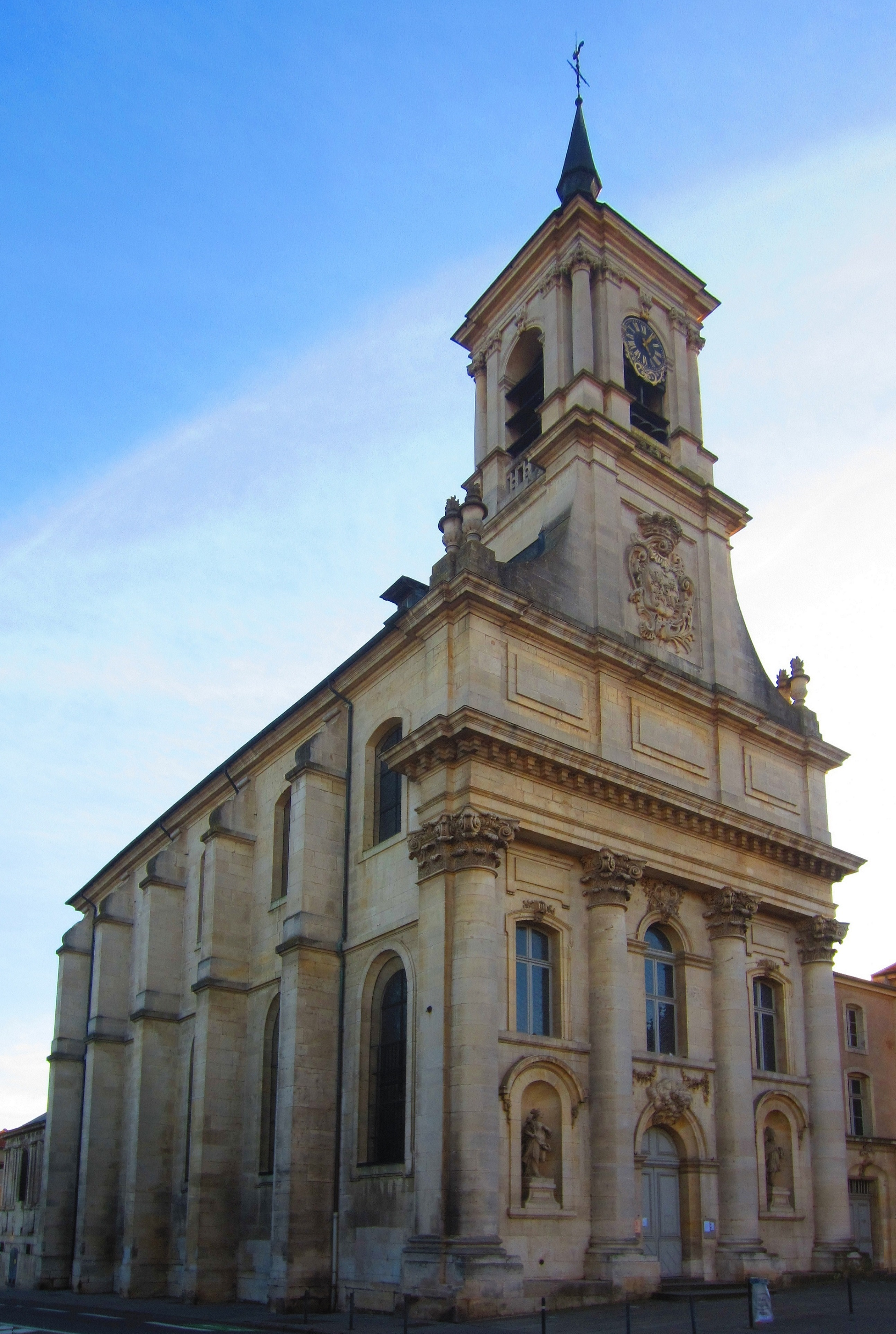
Widok na świątynię

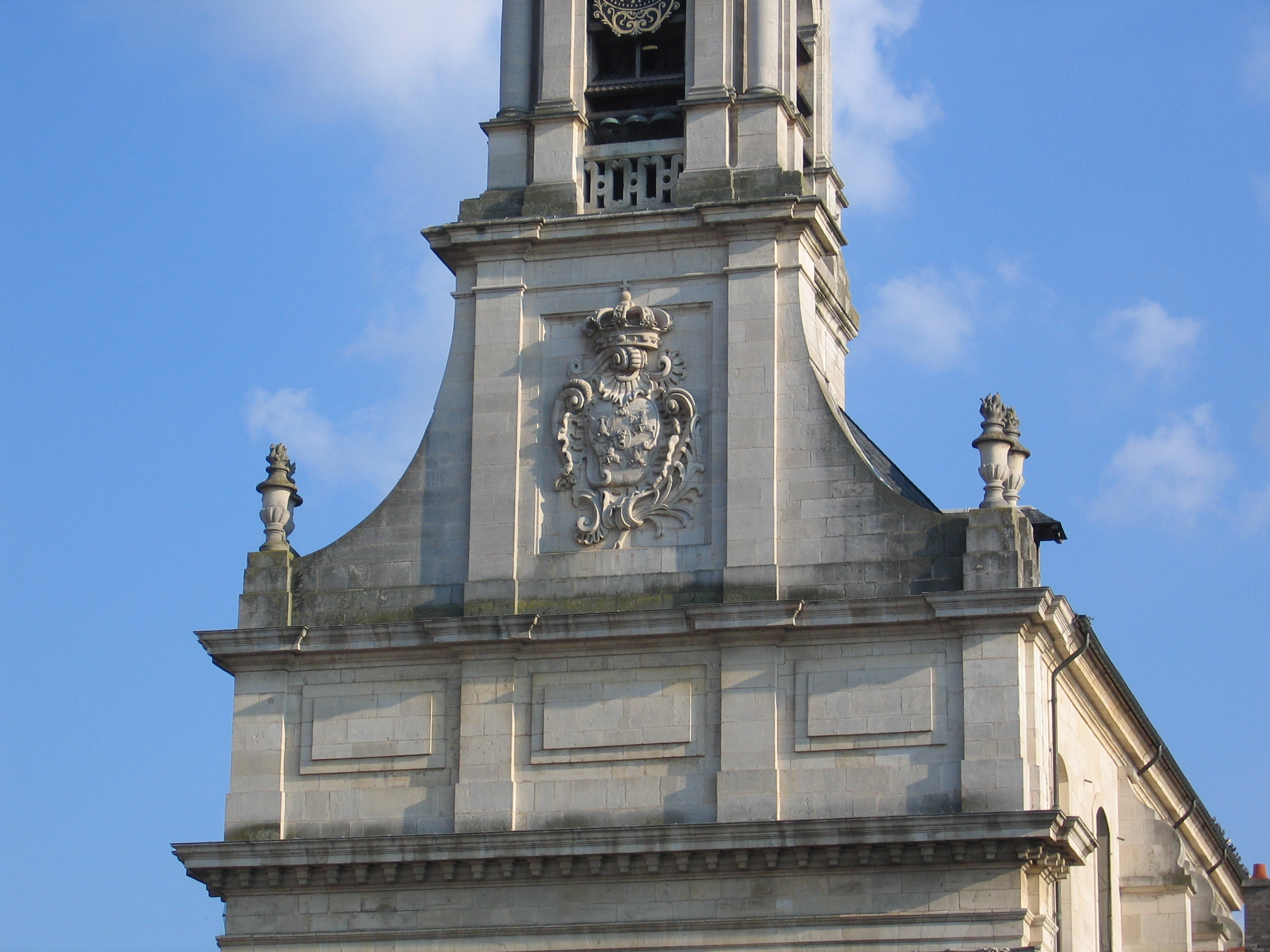
Herb Rzeczypospolitej

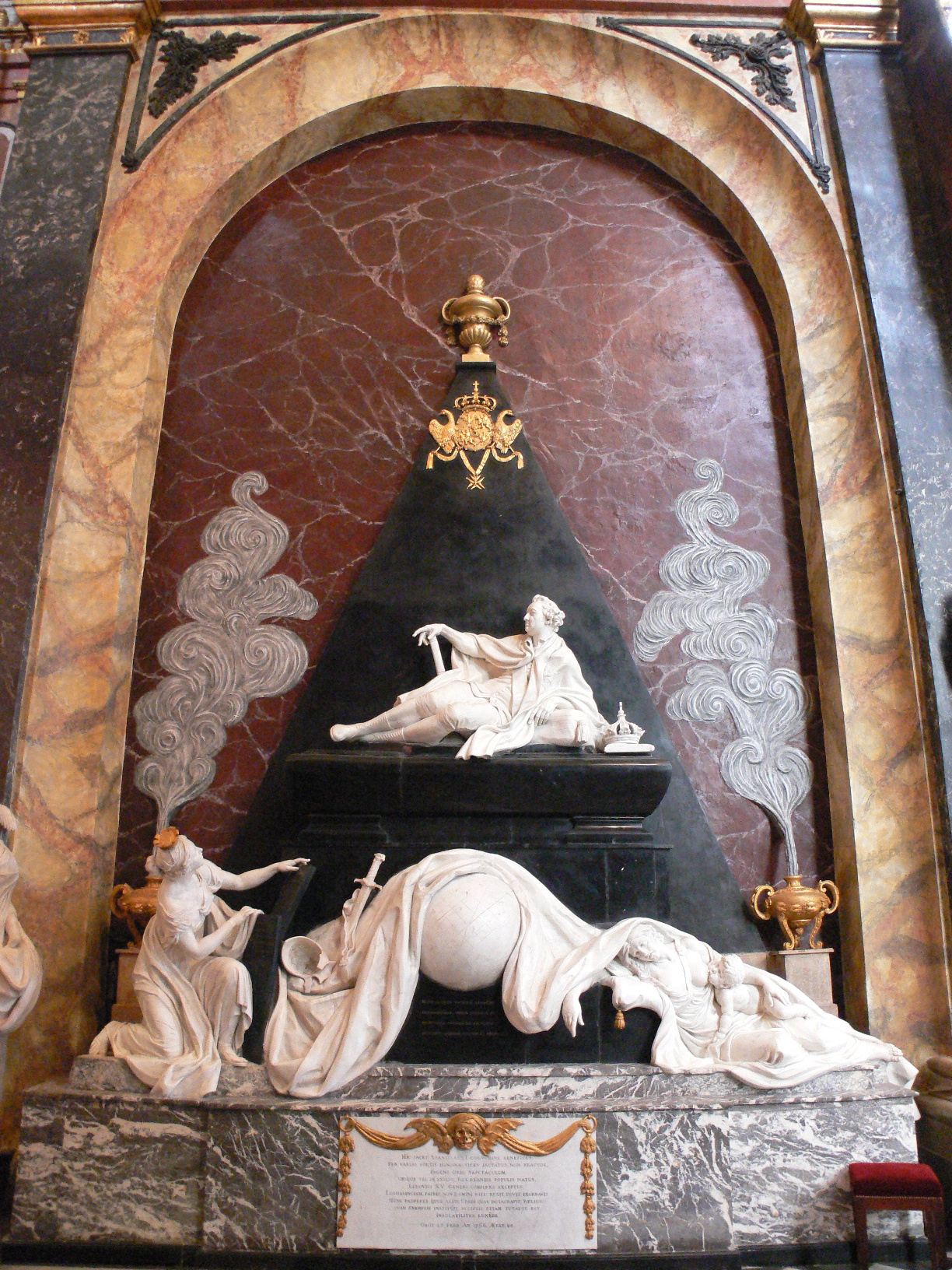
Mauzoleum Stanisława Leszczyńskiego w Nancy

Kościół Notre-Dame de Bonsecours – znajduje się we francuskim mieście Nancy. Został zaprojektowany i wzniesiony przez Emmanueala Héré w 1738–1741.
Król Stanisław Leszczyński, po nieudanej próbie odzyskania tronu Rzeczypospolitej w 1733, udał się na emigrację. W wyniku układów politycznych dożywotnio objął we władanie księstwa Lotaryngii i Baru. Po śmierci Stanisława Leszczyńskiego, jego córka Maria Leszczyńska przekazała oba księstwa w spóźnionym posagu swemu mężowi, królowi Francji Ludwikowi XV.
Kościół Notre-Dame de Bonsecours monarcha przeznaczył na mauzoleum swoje i małżonki, Katarzyny z Opalińskich. Świątynia była miejscem religijnych i patriotycznych pielgrzymek Polaków w XIX i XX wieku.
W kościele spoczęli:
- Stanisław Leszczyński – król Polski, książę Lotaryngii i Baru
- Katarzyna Opalińska – królowa Polski, żona Stanisława Leszczyńskiego
- serce Marii Leszczyńskiej – królowej Francji, żony Ludwika XV Burbona, córki Katarzyny i Stanisława Leszczyńskich
- Franciszek Maksymilian Ossoliński – podskarbi wielki koronny, marszałek sejmu